# Velušovce
Velušovce este o comună slovacă, aflată în districtul Topoľčany din regiunea Nitra. Localitatea se află la altitudinea de 237 m deasupra n.m., se întinde pe o suprafață de 5,81 km2 și în 2017 număra 493 de locuitori. Se învecinează cu comuna Prašice.

## Istoric
Localitatea Velušovce este atestată documentar din 1389.

## Demografie
| An:                | 1994 | 2004   | 2014   | 2024   |
| ------------------ | ---- | ------ | ------ | ------ |
| Număr de persoane: | 497  | 510    | 493    | 542    |
| Diferență:         |      | +2,61% | −3,33% | +9,93% |

| An:                | 2023 | 2024   |
| ------------------ | ---- | ------ |
| Număr de persoane: | 546  | 542    |
| Diferență:         |      | −0,73% |